# Owasa (Iowa)
Owasa es una ciudad ubicada en el condado de Hardin en el estado estadounidense de Iowa. En el Censo de 2010 tenía una población de 43 habitantes y una densidad poblacional de 29,38 personas por km².

## Geografía
Owasa se encuentra ubicada en las coordenadas 42°25′54″N 93°12′18″O / 42.43167, -93.20500. Según la Oficina del Censo de los Estados Unidos, Owasa tiene una superficie total de 1.46 km², de la cual 1.46 km² corresponden a tierra firme y (0%) 0 km² es agua.

## Demografía
Según el censo de 2010, había 43 personas residiendo en Owasa. La densidad de población era de 29,38 hab./km². De los 43 habitantes, Owasa estaba compuesto por el 90.7% blancos, el 0% eran afroamericanos, el 0% eran amerindios, el 0% eran asiáticos, el 0% eran isleños del Pacífico, el 0% eran de otras razas y el 9.3% pertenecían a dos o más razas. Del total de la población el 0% eran hispanos o latinos de cualquier raza.